# Jamesbrittenia thunbergii
Jamesbrittenia thunbergii är en flenörtsväxtart som först beskrevs av George Don jr, och fick sitt nu gällande namn av O.M. Hilliard. Jamesbrittenia thunbergii ingår i släktet Jamesbrittenia och familjen flenörtsväxter. Inga underarter finns listade i Catalogue of Life.